# Majka
Majoros Péter, művésznevén Majka (Ózd, 1979. augusztus 5. –) Fonogram-díjas  magyar rapper, dalszövegíró, műsorvezető.

## Élete, zenei karrier
Majoros Péter az RTL klub Való Világ című valóságshow-ban tűnt fel 2002-ben, majd műsorvezetőként, színészként és Dopeman segítségével rapperként folytatta pályafutását.
A valóságshowban találkozott először Dopemannel, és a show után közös lemezt készítettek. Így Majka 2003-ban tagja lett Dopeman csapatának, a La Mafia Familiának, és Dopeman irányításával Londonban rögzítette bemutatkozó stúdióalbumát, amely 2003-ban Az ózdi hős címmel jelent meg Magyarországon. A CD fél éven belül aranylemez lett, és Majka a Bravo Otto-díjátadó gáláról a legjobb hazai rapper díjával térhetett haza.[forrás?] Az albumról két kislemez jelent meg: a Kiszavazó show és a Dopemannel készült Dolgok című dalokból.
2004-ben jelent meg Majka (már Dopeman nélkül) második stúdióalbuma Történt, ami történt címmel. Az albumról négy kislemez jelent meg: a Történt, ami történt, a Bom Chicka Wah Wah, a Tysonnal készült Tündi Bündi és a Mondd, ami fáj című dalokból, utóbbi VIVA Comet díjat is kapott a legjobb videóklip kategóriában.
2007-ben jelent meg harmadik stúdióalbuma Húz a szívem haza címmel. Az albumról három kislemez jelent meg. Az első a Csak méreg című dalból készült. 2008-ban jelent meg a második kislemez, egy régi Pokolgép szám, az Ítélet helyett feldolgozása, amelyben közreműködik Tyson, Pápai Joci és Game.
2009-ben jelent meg az album harmadik kislemeze az Érezd című dalból, amelyben ismét Pápai Jocival rappel. A dalhoz készült videóklip Majka első greenbox technikával készült klipje.
2012-ben jelent meg a negyedik stúdióalbuma Belehalok címmel, amelyen közreműködött BLR és Curtis. Az albumról a Belehalok és az Ezek a lányok egyre vékonyabbak című dalból készült videoklip. A Belehalok 2012. márciusában került fel a YouTube-ra és az év végére a legnézettebb magyar zenei videóklip lett több mint 24 milliós nézettséggel. 2020-ban már több mint 60 millió megtekintésnél jár. 2013 szeptemberében jelent meg Pápai Joci közreműködésével a Nekem ez jár című dal. A dal 2020-ban átlépte a 27 millió megtekintést. Ezt követően Majka főként Curtissel dolgozott együtt a továbbiakban. 2014-ben jelent meg a Csak te létezel című dal, amely 1 hónap alatt már közel 2 millió nézőt számlálhatott a YouTube-on, míg 2020-ra 25 millióra gyarapodott. 2014 második felében jelent meg Majka és Curtis Magyar vagyok című dala. Majkának 2015-ben jelent meg Pápai Jocival a közös szerzeménye, Mikor a test örexik címmel. A dal szintén nagyon népszerű lett, 2020-ban már 26 millió megtekintésnél járt. 2016. január 20-án jelent meg az Eléglesz című dal Kollányi Zsuzsi közreműködésével. A dal szintén Majka legnépszerűbb dalai közé tartozik 29 milliós nézettségével. Még abban az évben megjelent Curtissel készített dala, a Supersonal, amely a Depeche Mode "Personal Jesus" című dalának magyar feldolgozása. A dalt az együttes hozzájárulásával készítették el. 2017 márciusában jelent meg Majka Hatodik emelet című dala Király Viktor és Curtis közreműködésével. Később készített dalt ByeAlex-szel is, amely az u, u, u címet kapta. 2017. október 27-én jelent meg a Mindenki táncol /90`/ című dal, amely mára már Majka egyik legnépszerűbb dala a maga 47 milliós nézettségével. 2018 nyarán jelent meg Majka és Curtis hatalmas sikert arató Füttyös című száma, amelyben Király Viktor is közreműködik. 2020-ban már 47 milliós nézettséget számlál. 2018 augusztusában szétváltak Curtissel, de 2019 őszén újra együtt dolgoznak. 2018 decemberében jelent meg Majka közös száma Horváth Tamással, amely már több mint 27 millió nézettségnél jár. 2019-ben megjelent Majka Tóth Gabival közös száma a Mi éltünk, később a Supersonal 2, majd Essemm közreműködésével a Hidegvérrel című dal, amelyben Kollányi Zsuzsi is énekel.
2025. január 17-én jelent meg a YouTube-on Csurran, cseppen című száma, amely 4 nap alatt 5 milliós megtekintést ért el. A dalban egy kitalált ország, Bindzsisztán miniszterelnökeként jelenik meg, akinek italába igazságszérumot kevertek, és ettől igazmondóvá válik, leleplezi saját rendszerének korrupt működését. A dal értelmezhető paródiaként és politikai kritikaként is, az áthallások miatt többen azonosították karakterét az aktuális magyar miniszterelnök személyével, ezért támadások érték a médiában a rappert. A dal nemcsak Magyarországon lett rendkívül népszerű, de a szomszédos Ausztriában is, ahol szintén a legnézettebb videóklip lett a YouTube-on.

## Diszkográfia

### Albumok
| Év   | Album                                                                                             | Legjobb helyezés                       | Minősítések  |
| Év   | Album                                                                                             | MAHASZ Top 40 album- és válogatáslemez | Minősítések  |
| ---- | ------------------------------------------------------------------------------------------------- | -------------------------------------- | ------------ |
| 2003 | Az ózdi hős - 1. stúdióalbum - Megjelent: 2003 - Kiadó: Magneoton                                 | 1                                      | - Aranylemez |
| 2004 | Történt, ami történt - Majka feat. Tyson - 2. stúdióalbum - Megjelent: 2004 - Kiadó: Magneoton    | 10                                     | —            |
| 2007 | Húz a szívem haza - 3. stúdióalbum - Megjelent: 2007. november 23. - Kiadó: Magneoton             | 22                                     | —            |
| 2012 | Belehalok - Majka, Curtis & BLR - 4. stúdióalbum - Megjelent: 2012. június 11. - Kiadó: Magneoton | 1                                      | - Aranylemez |
| 2014 | Swing - Majka & Curtis - Megjelent: 2014. december 15. - Kiadó: Magneoton                         | 33                                     | —            |

### Slágerlistás dalok / Kislemezek
| Év   | Dal                                                           | Legjobb helyezés     | Legjobb helyezés            | Legjobb helyezés              | Legjobb helyezés     | Legjobb helyezés    | Legjobb helyezés     | Minősítések              | Album                 |
| Év   | Dal                                                           | Mahasz Rádiós Top 40 | Mahasz Magyar Rádiós Top 40 | Mahasz Editors’ Choice Top 40 | Mahasz Stream Top 40 | Mahasz Dance Top 40 | Mahasz Single Top 40 | Minősítések              | Album                 |
| ---- | ------------------------------------------------------------- | -------------------- | --------------------------- | ----------------------------- | -------------------- | ------------------- | -------------------- | ------------------------ | --------------------- |
| 2003 | Kiszavazó show                                                | —                    |                             | —                             |                      | —                   | 3                    | —                        | Az ózdi hős           |
| 2003 | Dolgok (közreműködik Dopeman)                                 | —                    | —                           | —                             | —                    | —                   |                      |                          | Az ózdi hős           |
| 2004 | Mondd, ami fáj (közreműködik Tyson)                           | —                    | —                           | —                             | 3                    | —                   | Történt, ami történt |                          |                       |
| 2005 | Történt, ami történt (közreműködik Tyson)                     | —                    | —                           | —                             | —                    | —                   | Történt, ami történt |                          |                       |
| 2005 | Tündi Bündi (közreműködik Tyson)                              | —                    | —                           | 21                            | 3                    | —                   | Történt, ami történt |                          |                       |
| 2006 | Bom Chicka Wah Wah (közreműködik Tyson és Pápai Joci)         | —                    | —                           | —                             | —                    | —                   | Történt, ami történt |                          |                       |
| 2007 | Csak méreg                                                    | —                    | —                           | —                             | —                    | —                   | Húz a szívem haza    |                          |                       |
| 2008 | Ítélet helyett (közreműködik Tyson, Joci és Game)             | —                    | —                           | —                             | —                    | —                   | Húz a szívem haza    |                          |                       |
| 2009 | Érezd (közreműködik Pápai Joci)                               | —                    | —                           | —                             | —                    | —                   | Húz a szívem haza    |                          |                       |
| 2010 | Ilyen a boksz (közreműködik Doma)                             | —                    | —                           | —                             | —                    | —                   | Belehalok            |                          |                       |
| 2012 | Belehalok (Curtisszel és BLR-rel)                             | —                    | 27                          | 40                            | 1                    | —                   | Belehalok            |                          |                       |
| 2012 | Ezek a lányok egyre vékonyabbak (Curtisszel és BLR-rel)       | —                    | —                           | —                             | 27                   | —                   | Belehalok            |                          |                       |
| 2013 | Nekem ez jár (Curtisszel és BLR-rel, közreműködik Pápai Joci) | —                    | —                           | —                             | 5                    | —                   | Swing                |                          |                       |
| 2013 | Elvitted a szívemet (Curtisszel)                              | —                    | 6                           | 7                             | —                    | 2                   | Swing                | —                        |                       |
| 2014 | Csak te létezel (Curtisszel)                                  | —                    | 36                          | 1                             | —                    | 6                   | Swing                | —                        |                       |
| 2014 | Magyar vagyok (Curtisszel)                                    | —                    | —                           | 18                            | —                    | 2                   | —                    | Nem jelentek meg albumon |                       |
| 2014 | Megy a Boogie (Dynamic-kel és Curtisszel)                     | —                    | —                           | —                             | —                    | —                   | —                    | Nem jelentek meg albumon |                       |
| 2015 | Mikor a test örexik (Pápai Jocival)                           | —                    | —                           | —                             | —                    | 9                   | —                    | Nem jelentek meg albumon |                       |
| 2015 | Kínálj meg! (Curtisszel)                                      | —                    | —                           | —                             | —                    | —                   | —                    | Nem jelentek meg albumon |                       |
| 2016 | Eléglesz (közreműködik Kollányi Zsuzsi)                       | —                    | —                           | 37                            | —                    | 1                   | —                    | Nem jelentek meg albumon |                       |
| 2016 | Supersonal (Majka, Curtis és a Ők dal)                        | —                    | —                           | —                             | —                    | 24                  | —                    | Nem jelentek meg albumon |                       |
| 2016 | 15 év (közreműködik Kollányi Zsuzsi)                          | —                    | —                           | —                             | —                    | —                   | —                    | Nem jelentek meg albumon |                       |
| 2017 | Partykarantén (A Mi dalunk)                                   | —                    | 4                           | 30                            | —                    | —                   | 21                   | Nem jelentek meg albumon | —                     |
| 2017 | u, u, u (senkisével)                                          | —                    | —                           | —                             | 40                   | —                   | 11                   | Nem jelentek meg albumon | —                     |
| 2017 | Mindenki táncol /90`/                                         | —                    | 2                           | 21                            | 26                   | 3                   | 1                    | Nem jelentek meg albumon | —                     |
| 2018 | Valami Rap (Curtisszel és Pásztor Annával)                    | —                    | —                           | —                             | —                    | —                   | —                    | Nem jelentek meg albumon | —                     |
| 2018 | Irány Sopron! (Curtisszel, közreműködik Pápai Joci)           | —                    | —                           | —                             | —                    | —                   | —                    | Nem jelentek meg albumon | —                     |
| 2018 | Füttyös (Curtisszel és Király Viktorral)                      | —                    | 8                           | 39                            | 1                    | 4                   | 1                    | Nem jelentek meg albumon | - 18×-os platinalemez |
| 2018 | Meztelen (Horváth Tamással)                                   | —                    | 7                           | —                             | 8                    | 37                  | 1                    | Nem jelentek meg albumon | —                     |
| 2019 | Mi éltünk (Tóth Gabival)                                      | —                    | 30                          | —                             | —                    | —                   | —                    | Nem jelentek meg albumon | —                     |
| 2019 | Supersonal 2 (Majka és a Ők dal)                              | —                    | —                           | —                             | —                    | —                   | —                    | Nem jelentek meg albumon | —                     |
| 2019 | Hidegvérrel (Majka x Essemm dal)                              | —                    | —                           | —                             | —                    | —                   | 5                    | Nem jelentek meg albumon | —                     |
| 2020 | A csúcson túl (Curtisszel és Nikával)                         | —                    | 15                          | —                             | 24                   | 18                  | 1                    | Nem jelentek meg albumon | - 6×-os platinalemez  |
| 2021 | Szavak nélkül (Curtisszel és Nikával)                         | —                    | —                           | —                             | —                    | —                   | 4                    | Nem jelentek meg albumon | —                     |
| 2021 | Hajnali fény (Agárdi Szilvivel)                               | —                    | —                           | —                             | —                    | —                   | 10                   | Nem jelentek meg albumon | —                     |
| 2021 | Nekem te ne (Horváth Tamással)                                | —                    | —                           | —                             | —                    | —                   | —                    | Nem jelentek meg albumon | —                     |
| 2022 | Jöttem, ahogy jöttem (Curtisszel és Nikával)                  | —                    | —                           | —                             | —                    | —                   | 15                   | Nem jelentek meg albumon | —                     |
| 2023 | Azt beszélik a városban (Molnár Tamással)                     | —                    | —                           | —                             | 1                    | —                   | 5                    | Nem jelentek meg albumon | —                     |
| 2023 | Pillangó (Kaly Rolanddal)                                     | —                    | —                           | —                             | —                    | —                   | —                    | Nem jelentek meg albumon | —                     |
| 2023 | Balhé (Nikával)                                               | —                    | —                           | —                             |                      | —                   | —                    | Nem jelentek meg albumon | —                     |
| 2024 | Visszapillantó (Molnár Tamással)                              | —                    | 1                           | 1                             | —                    | —                   | —                    | Nem jelentek meg albumon |                       |
| 2025 | Csurran, cseppen                                              | —                    | —                           | —                             | 10                   | 1                   | —                    | Nem jelentek meg albumon |                       |

#### Közreműködések
| Év   | Kislemez                                                          | Legjobb helyezés     | Legjobb helyezés            | Legjobb helyezés              | Legjobb helyezés    | Legjobb helyezés         | Album                    |
| Év   | Kislemez                                                          | Mahasz Rádiós Top 40 | Mahasz Magyar Rádiós Top 40 | Mahasz Editors’ Choice Top 40 | Mahasz Dance Top 40 | Mahasz Single Top 40     | Album                    |
| ---- | ----------------------------------------------------------------- | -------------------- | --------------------------- | ----------------------------- | ------------------- | ------------------------ | ------------------------ |
| 2006 | A hitetlen (Tyson dal, közreműködik Majka)                        | —                    |                             | —                             | —                   | —                        | A hitetlen               |
| 2012 | Ha menni kell… (Plastikhead dal, közreműködik Majka)              | —                    | —                           | —                             | —                   | Nem jelentek meg albumon |                          |
| 2017 | Hatodik emelet (Király Viktor dal, közreműködik Majka & Curtis)   | —                    | 4                           | 32                            | —                   | Nem jelentek meg albumon | 15                       |
| 2017 | Valahonnan (Kollányi Zsuzsi x Lotfi Begi dal, közreműködik Majka) | —                    | 5                           | 29                            | —                   | Nem jelentek meg albumon | 3                        |
| 2018 | Filter (Király Viktor dal, közreműködik Majka)                    | —                    | 31                          | —                             | —                   | Nem jelentek meg albumon | —                        |
| 2020 | Újra úton (New Level Empire x Majka dal)                          | 3                    | 1                           | 2                             | 32                  | 5                        | Megtörténünk             |
| 2021 | Hurrikán (Lotfi Begi x Gáspár Laci dal, közreműködik Majka)       | 7                    | 1                           | 10                            | 24                  | 3                        | Nem jelentek meg albumon |
| 2022 | Barokk (Pápai Joci x Majka dal)                                   | —                    | —                           | —                             | —                   | —                        | Nem jelentek meg albumon |
| 2024 | ODA SE FIGYELEK (szolnoki és Majka dal)                           | —                    | —                           | —                             | —                   | —                        | Nem jelentek meg albumon |

### Videóklipek
- Kiszavazó show
- Dolgok feat. Dopeman
- Mondd, ami fáj feat. Tyson
- Történt, ami történt feat. Tyson
- Tündi Bündi feat. Tyson
- Bom Chicka Wah Wah (Csüccs ide baby) feat. Tyson és Pápai Joci
- Csak méreg
- Ítélet helyett feat. Tyson, Pápai Joci és Game
- Érezd feat. Pápai Joci
- Ilyen a boksz feat. Doma
- Bomba vagy baby feat. Curtis
- Belehalok feat Curtis, BLR
- Ezek a lányok feat. Curtis, BLR
- Ha menni kell… feat. Plastikhead
- Nekem ez jár - Curtis-szel és BLR-rel feat. Pápai Joci
- Elvitted a szívemet - Curtis-szel
- Csak te létezel - Curtis-szel
- Magyar vagyok - Curtis-szel
- Heroin (Ganxta tribute) - Curtis-szel
- Mikor a test örexik - Pápai Jocival
- Eléglesz - Kollányi Zsuzsival
- Supersonal feat. Curtis és Ők
- 15 év feat. Kollányi Zsuzsi
- Hatodik emelet feat. Curtis és Király Viktor
- Partykarantén
- Valahonnan feat. Kollányi Zsuzsi x Lofti Begi
- Mindenki táncol /90'/
- Füttyös feat. Király Viktor és Curtis
- Meztelen feat. Horváth Tamás
- Filter feat. Király Viktor
- Mi éltünk feat. Tóth Gabi
- Csurran, cseppen

#### Vendég videóklipek
- A hitetlen feat. Tyson
- Képmás feat. Szakos Andi[8]
- Megy a Boogie feat. Curtis & Dynamic

## Műsorai
Majkát a Való Világ után először 2004-ben a Cool TV alkalmazta műsorvezetőként. 2006 októberében csatlakozott a Danubius Csili stábjához, ahonnan 2007-ben távozott. 2007-től 2008 végéig a Viasat 3 műsorvezetője volt. 2010-től dolgozik a TV2-nél, ahol először az Ezek megőrültek! című műsort vezette Rákóczi Ferivel közösen. 2011-ben és 2016-ban A Nagy Duettet vezette Liptai Claudiával. 2013-tól a Sztárban sztár egyik zsűritagja. 2014-ben és 2015-ben a Rising Start vezette Ördög Nórával, 2016-ban pedig a Star Academyt vezetik együtt. 2017-ben Az 50 Milliós Játszma házigazdája.
2023. december 22-én bejelentették, hogy távozik a TV2-től és 2024 második felétől az RTL képernyőjén lesz látható. 2024. április 8-án bejelentették, hogy az X-Faktor egyik új mentora lesz.
| Év         | Műsor                  | Szerep      | Csatorna |
| ---------- | ---------------------- | ----------- | -------- |
| 2002       | Való Világ             | Versenyző   | RTL Klub |
| 2004       | Sztárbox               | Versenyző   | RTL Klub |
| 2004       | Cool Live              | Műsorvezető | Cool TV  |
| 2004       | Cool a verda           | Műsorvezető | Cool TV  |
| 2004       | Kontra                 | Műsorvezető | Cool TV  |
| 2005       | Vad csajok             | Műsorvezető | Cool TV  |
| 2007       | Sofőrök                | Műsorvezető | Viasat 3 |
| 2008       | Kölykök                | Műsorvezető | Viasat 3 |
| 2008       | Bár 2.0                | Műsorvezető | Viasat 3 |
| 2008       | Szexi vagy nem         | Műsorvezető | Viasat 3 |
| 2008       | Hal a tortán           | Szereplő    | TV2      |
| 2010       | Édesnégyes             | Műsorvezető | TV2      |
| 2010–2015  | Ezek megőrültek!       | Műsorvezető | TV2      |
| 2011       | Esküdj!                | Műsorvezető | TV2      |
| 2011, 2016 | A Nagy Duett           | Műsorvezető | TV2      |
|            | Nagy Vagy!             | Műsorvezető | TV2      |
| 2013–2018  | Sztárban sztár         | Zsűritag    | TV2      |
|            | NaNee!                 | Műsorvezető | TV2      |
| 2014–2015  | Rising Star            | Műsorvezető | TV2      |
| 2016       | Star Academy           | Műsorvezető | TV2      |
| 2017       | Az 50 milliós játszma  | Műsorvezető | TV2      |
| 2017       | Ninja Warrior Hungary  | Műsorvezető | TV2      |
| 2018–2020  | Bezár a bazár!         | Műsorvezető | TV2      |
| 2019       | Nyomd a gombot, tesó!  | Műsorvezető | TV2      |
| 2020       | Nicsak, ki vagyok?     | Zsűritag    | TV2      |
| 2021–2023  | Sztárban sztár leszek! | Zsűritag    | TV2      |
| 2023       | Zsákbamacska           | Műsorvezető | TV2      |
| 2024–      | X-Faktor               | Mentor      | RTL      |
| 2024       | Kalandra fal!          | Műsorvezető | RTL      |
| 2025–      | Tizenkét okos ember    | Műsorvezető | RTL      |

## Filmek
- Szőke kóla (2005)
- Kölcsönlakás (2019)

## Díjak és elismerések

### Fonogram díj
| Év   | Jelölés                                                                | Díj                                                   | Eredmény |
| ---- | ---------------------------------------------------------------------- | ----------------------------------------------------- | -------- |
| 2004 | Az ózdi hős                                                            | Az év hazai rap- vagy hiphop albuma                   | Jelölve  |
| 2005 | Történt, ami történt (Tysonnal)                                        | Az év hazai rap- vagy hiphop albuma                   | Elnyerte |
| 2007 | A hitetlen (Tysonnal)                                                  | Az év hazai rap- vagy hiphop albuma                   | Jelölve  |
| 2008 | Húz a szívem haza                                                      | Az év hazai rap- vagy hiphop albuma                   | Jelölve  |
| 2013 | Belehalok (Curtis-szel és BLR-rel)                                     | Az év hazai modern pop-rock albuma                    | Jelölve  |
| 2013 | "Belehalok" (Curtis-szel és BLR-rel)                                   | Az év dala                                            | Elnyerte |
| 2014 | "Nekem ez jár" (Curtis-szel, BLR-rel és Pápai Joci-val)                | Az év hazai rap vagy hiphop albuma vagy hangfelvétele | Jelölve  |
| 2017 | "Eléglesz" (featuring Kollányi Zsuzsi)                                 | Az év hazai rap vagy hiphop albuma vagy hangfelvétele | Jelölve  |
| 2018 | "Mindenki táncol /90'/" / "Partykarantén (A Mi dalunk)" / "Supersonal" | Az év hazai rap vagy hiphop albuma vagy hangfelvétele | Jelölve  |
| 2019 | "Füttyös" / "Valami Rap" / "Irány Sopron!" (Curtis-szel)               | Az év hazai rap vagy hiphop albuma vagy hangfelvétele | Jelölve  |
| 2019 | "Füttyös" (Curtis-szel & Király Viktorral)                             | Az év dala                                            | Jelölve  |
| 2019 | "Valahonnan" (Kollányi Zsuzsival & Lotfi Begivel)                      | Az év dala                                            | Jelölve  |
| 2023 | "Azt beszélik a városban" (Molnár Tamással)                            | Az év hazai rap vagy hiphop albuma vagy hangfelvétele | Elnyerte |

### Bravo Otto díj
| Év   | Jelölés             | Díj             | Eredmény |
| ---- | ------------------- | --------------- | -------- |
| 2004 | Majka Papa          | Legjobb rapper  | Elnyerte |
| 2013 | Belehalok           | Az év dala      | Elnyerte |
| 2014 | Elvitted a szívemet | Az év dala      | Jelölve  |
| 2014 | Majka & Curtis      | Az év együttese | Elnyerte |

### VIVA Comet
| Év   | Jelölés            | Díj                     | Eredmény |
| ---- | ------------------ | ----------------------- | -------- |
| 2005 | Majka Papa         | Legjobb férfi előadó    | Jelölve  |
| 2005 | Mondd, ami fáj     | Legjobb videóklip       | Elnyerte |
| 2007 | Csak méreg         | Legjobb videóklip       | Jelölve  |
| 2008 | Majka              | Legjobb férfi előadó    | Jelölve  |
| 2009 | Majka              | Legjobb férfi előadó    | Jelölve  |
| 2013 | Belehalok          | Legjobb videóklip       | Jelölve  |
| 2013 | Majka, Curtis, BLR | #SUPERFAN (közönségdíj) | Elnyerte |

### Story Ötcsillag-díj
| Év   | Jelölt felvétel | Díj                                 | Eredmény |
| ---- | --------------- | ----------------------------------- | -------- |
| 2013 | "Belehalok"     | Legjobb zenei produkció             | Elnyerte |
| 2015 | Majka           | Az év férfi televíziós személyisége | Elnyerte |

## Bibliográfia
| Cím                         | Év   | Oldalak | Információ                                                                                     |
| --------------------------- | ---- | ------- | ---------------------------------------------------------------------------------------------- |
| Tetszik, nem tetszik, MAJKA | 2013 | 255     | A könyvhöz egy exkluzív CD jár, ha a könyvet az Ulpius-ház Könyvkiadónál vásárolja meg valaki. |

## Magánélete
Ózd egyik lakótelepén nőtt fel, a szülei hatéves korában elváltak, ezután az édesanyjával Miskolcra költöztek. Az iskolai hiányzások miatt a hetedik osztályt megismételte, majd visszaköltöztek Ózdra. Három testvére van, egy bátyja, egy öccse, és egy lánytestvére.
Az általános iskola után villanyszerelőnek tanult, majd különböző munkákat vállalt el, így például dolgozott fél évet Győrben pultosként, megpróbálkozott a biztosítási ügynöki munkával is. Kanadába egy gyári munkahelyre tervezett kiutazni, már a repülőjegye is meg volt véve, amikor 2001. márciusában édesapja hirtelen, infarktus következtében közvetlen mellette elhunyt és emiatt maradt itthon. Majd beválasztották a ValóVilágba, de 2002 nyarán még egy ózdi gíroszbüfében melózott.
A valóságshowba történt jelentkezésekor megyei szinten futballozott és egy Zsanett keresztnevű pedagógus volt a barátnője, aki később még a műsorban is szerepelt. Miután a reflektorfénybe került több celebbel volt kapcsolata. A Kiss Ramónával egészen odáig jutott, hogy még a kezét is megkérte, de miután rajtakapta Tóth Norbert focistával, szakítottak. Kapcsolata volt még a Fresh együttes énekesnőjével, Villányi Andreával és Debreczeni Zitával is, mindkettővel együtt is élt. Három éves kapcsolata volt Zana Katica modellel, akivel együtt szerepeltek a Mr. és Mrs. televíziós műsorban.
2010-től állt kapcsolatban Hornyák Hajnalka, ismertebb nevén Dundika modellel.  2011. november 11-én megszületett első közös gyermekük, Marián. 2016. április 12-én pedig második gyermekük, Olivér is meglátta a napvilágot. 2021. augusztusában kötöttek házasságot, egy szekszárdi pincészet birtokán tartották a lagzit 
Édesanyja 2018-ban történt elvesztését követően Ózd számára már nem jelenti többé a korábbi otthonát, mert már nincs kihez "hazamenni" látogatóba. Az Ózdi Hétvölgy Focisulit társaival közösen alapította.
Dopemannal való barátsága kihűlt egy üzleti nézeteltérés miatt. Kettejük viszálya nagy visszhangot kapott a médiában, végül még egy televíziós bokszgálán is részt vettek.
Profi pókerjátékos, több országos versenyt is megnyert, így 2007-ben Magyarország legnagyobb pókerklubjának az éves összetett versenyét.

## Botrányok
2025 július 19-én a debreceni Campus Fesztiválon a Csurran, cseppen című dalban egy miniszterelnököt formált meg és eljátszotta, hogy egy mikrofonnal fejbe lövik.
Bár egy fiktív ország miniszterelnökéről van szó, a jobboldali, kormánypárti kritikusok szerint a szám az ellenzék kvázi himnuszává vált, és a fiktív miniszterelnökben Orbán Viktort vélték felfedezni. Azzal érveltek továbbá, hogy veszélyes az erőszakra való buzdítás abban a korban, amikor két politikai vezetőt is merénylet ért (Donald Trump, Robert Fico). Majka tagadta az analógiát, és színpadi gegként hivatkozott a mutatványra. A Campus Fesztivál elhatárolódott a performansztól, a One Magyarország pedig megszüntette az együttműködését az előadóval, ahol márkanagykövetként tevékenykedett.